# 루크 켈리

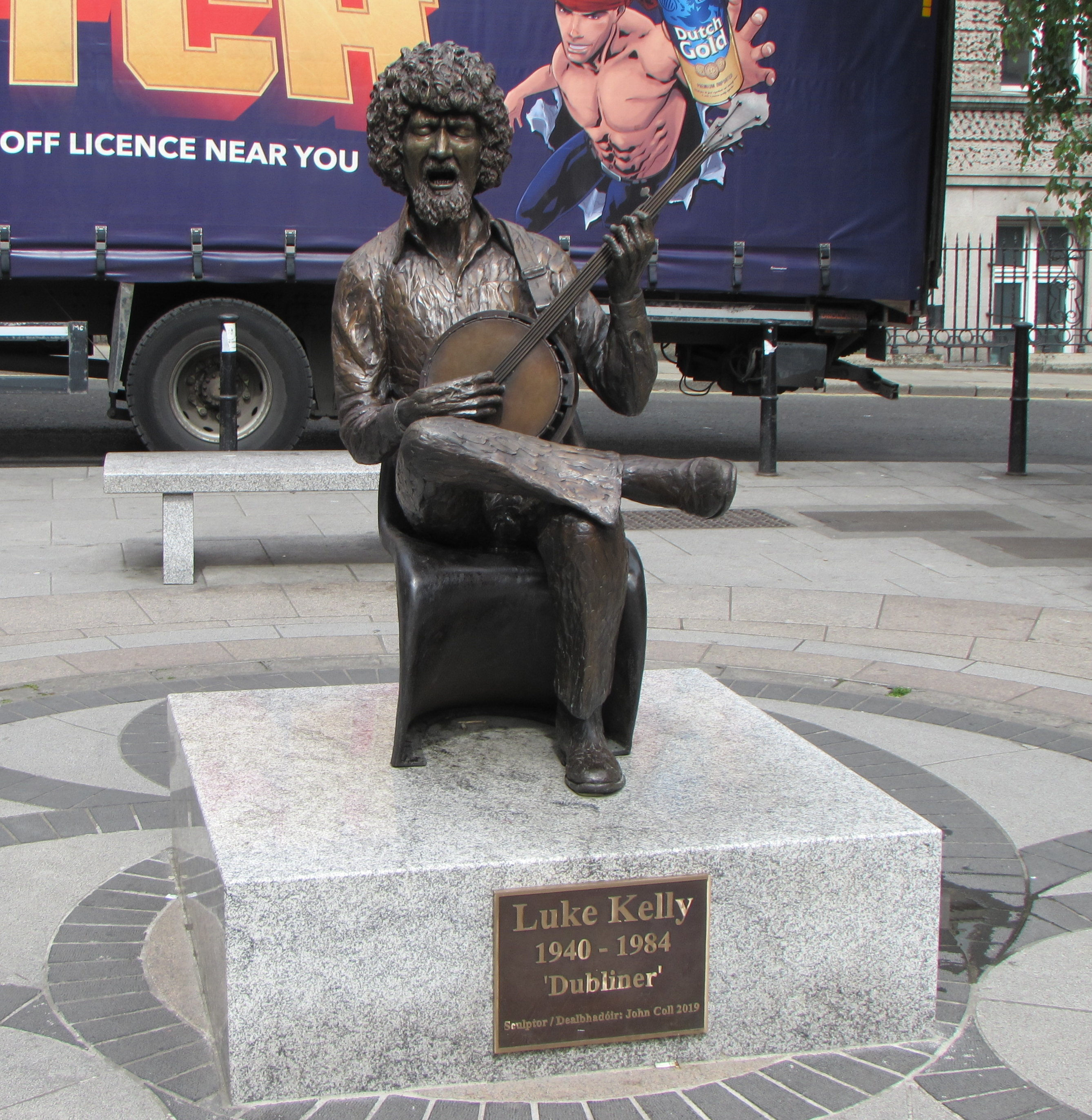

루크 켈리(Luke Kelly, 1940년~1984년)는 아일랜드의 가수이다. 데뷔 이전에는 여러 일자리에서 일용직 노동자로 일했다. 1962년에 더 더블리너스 멤버로 데뷔하였다. 로니 드루와 함께 더 더블리너스의 리드 보컬을 번갈아 불렀으며, 악기는 5현 밴조만 다루었다. 일반적으로 5현 밴조는 손가락 3개를 이용하여 스리 핑거 아르페지오를 치는 것이 일반적인데, 루크 켈리는 마치 기타 스트로크를 치듯이 쳤다. 1964년에 잠시 영국으로 건너가면서 그룹을 탈퇴하였고, 다음 해에 리엄 클랜시의 솔로 앨범에 수록된 <The Rocky Road to Dublin>이라는 곡에서 백업 보컬을 불렀다. 그러나 뚜렷한 솔로 활동 없이 1965년에 더 더블리너스로 복귀하였고, 이후 계속 멤버로 활동하였다. 로니 드루도 메인 보컬이지만, 루크 켈리가 멤버로 있던 때의 더블리너스 앨범 메인 보컬은 상당수가 루크 켈리가 불렀다. 1980년에 뇌종양 진단을 받았으나, 이후로도 계속 멤버로 활동하였다. 건강이 악화될 경우에는 숀 캐넌이 대신 공연을 하였다. 1984년 1월 30일에 뇌종양으로 세상을 떠났다.